# Województwo kujawsko-pomorskie
Województwo kujawsko-pomorskie (dansk: voivodskabet Kujavia-Pommern) er en administrativ enhed af det centralt-nordlige Polen, et af de 16 voivodskaber, der blev skabt efter den administrative reform i 1999. Den regionale hovedstad er delt mellem to byer: Bydgoszcz og Toruń. Bydgoszcz er sæde for den centralt udpegede vojvod (polsk: wojewoda, dansk: ~statsamtmand mens Toruń er sæde for den valgte (sejmik) (dansk: ~amtsråd. Voivodskabet har et areal på 17.969 km2 og 2.066.136 indbyggere(2006), befolkningstætheden er på 115 personer pr km2.
Voivodskabet kujavien-pommern grænser op til voivodskabet Pommern mod nord, voivodskabet Ermland-Masurien mod nordøst, voivodskabet Masovien mod øst, voivodskabet Łódźsk mod syd og voivodskabet Storpolen mod syd og vest.

## Administrativ inddeling
Kujavien-Pommern voivodskab er inddelt 23 distrikter (powiat): 4 bydistrikter og 19 landdistrikter. Disse er underopdelt i 144 gmina.

### Byer i voivodskabet
I voivodskabet Kujavia-Pommern er der 52 byer, listet herunder efter indbyggertal pr. 31. december 2006:
| 1. Bydgoszcz (364.953) 2. Toruń (207.381) 3. Włocławek (119.608) 4. Grudziądz (99.299) 5. Inowrocław (77.095) 6. Brodnica (27.624) 7. Świecie (25.614) 8. Chełmno (20.388) 9. Nakło nad Notecią (19.409) 10. Rypin (16.565) 11. Chełmża (15.273) 12. Solec Kujawski (15.060) 13. Lipno (14.834) 14. Żnin (14.052) 15. Tuchola (13.935) 16. Wąbrzeźno (13.796) 17. Golub-Dobrzyń (13.006) 18. Mogilno (12.359) 19. Aleksandrów Kujawski (12.359) 20. Ciechocinek (10.855) 21. Koronowo (10.784) 22. Kruszwica (9.373) 23. Szubin (9.326) 24. Sępólno Krajeńskie (9.258) 25. Janikowo (9.111) 26. Barcin (7.810) 27. Gniewkowo (7.254) | 1. Nowe (6.252) 2. Strzelno (6.054) 3. Pakość (5.789) 4. Więcbork (5.788) 5. Radziejów (5.756) 6. Kcynia (4.679) 7. Brześć Kujawski (4.522) 8. Piotrków Kujawski (4.509) 9. Łabiszyn (4.473) 10. Mrocza (4.203) 11. Janowiec Wielkopolski (4.114) 12. Kowalewo Pomorskie (4.055) 13. Jabłonowo Pomorskie (3.658) 14. Kowal (3.484) 15. Skępe (3.442) 16. Łasin (3.276) 17. Lubraniec (3.207) 18. Izbica Kujawska (2.783) 19. Dobrzyń nad Wisłą (2.269) 20. Kamień Krajeński (2.251) 21. Nieszawa (2.012) 22. Chodecz (1.936) 23. Radzyń Chełmiński (1.915) 24. Górzno (1.362) 25. Lubień Kujawski (1.299) |